# خوتسنگ
خوتسنگ (به لهستانی:  Choceń) یک روستا در لهستان است که در گمینا خوتسنگ واقع شده‌است. خوتسنگ ۹۸۰ نفر جمعیت دارد.